# اولتون، نورفک
اولتون (به انگلیسی: Oulton) یک محله مدنی و روستا در بریتانیا است که در Broadland واقع شده‌است. اولتون ۱۰٫۵۸ کیلومتر مربع مساحت و ۱۹۳ نفر جمعیت دارد.